# ハイパーソニック・エフェクト
ハイパーソニック・エフェクト（英: Hypersonic effect）は、可聴域を超える高周波を含む音が、ある種の動物の生命活動に影響を及ぼす現象。
ホモ・サピエンス（ヒト）の聴覚能力はおよそ20kHzが上限とされ、それ以上の周波数をもつ空気振動は聴こえないため、ヒトにとって意味のある音とみなされてこなかった。しかし近年では脳機能イメージングなどの客観的手法により、超高周波を含む音が全身（聴覚系と体表面）で受容され、生理活動、主に脳活性に変化をもたらすことが明らかにされている

。
この現象は大橋力（音楽家山城祥二としても知られる）らによる先駆的研究で知られ、ハイパーソニック・エフェクトと名付けられた。この現象を報告した論文は、米国生理学会の学術誌Journal of Neurophysiologyのウェブサイトで十数年にわたって閲覧上位にランクされたことなどに見られるように高い関心を集めている。
この効果をもたらす波動の解析、効果が発現するための条件、超高周波振動の生体受容メカニズムなどの解明が進んでいる。また、この現象を土台にして、新しい技術分野ハイレゾリューション・オーディオ（ハイレゾ）が築かれている。さらに、医療への応用、公共空間・執務空間・居住空間の環境改善などにも応用が拡がっている。

## 発現する効果

### 生理活動への影響
ポジトロン断層法による脳機能イメージングでは、可聴音と超高周波との共存により、中脳・視床などの脳の深部構造や前帯状回などの脳の報酬系で活動上昇が観測される。大橋らの実験とは別種の音源、別個の実験参加者を用いた岡田らの研究でも、同様の結果が得られている

。
脳波では、可聴音と超高周波との共存により、アルファ波パワーの上昇が観測される
。
体液中の免疫・ストレス指標では、可聴音と超高周波との共存により、ナチュラルキラー細胞の活性化、免疫グロブリンの増大、アドレナリンの減少、コルチゾールの減少、手掌部発汗量の減少が観測される
。
また、糖負荷試験で、可聴音と超高周波との共存により、血糖値の上昇の抑制が観察される。

### 心理反応・認知機能への影響
超高周波が共存すると、音に対する主観評価が好ましくなる。また実験参加者はより大きな音量を最適と感じる。
音だけでなくその空間全般への好ましさが向上し、視聴対象への好感が向上する。
また、認知テストの成績を向上させる。

### 効果発現の時間的な遅延
超高周波を共存させてからの脳波ポテンシャルの変化は、100秒間程度遅れて観測される。これは脳の報酬系におけるセカンドメッセンジャーの関与による遅延効果と考えられている。

## 効果を発現させるための要件

### 周波数成分の構成
可聴音だけ、または超高周波だけの受容では効果が現れず、可聴音＋超高周波の受容によって効果が現れる。揺らぎ構造をもたない定常的な超高周波ノイズを可聴音に追加しても明瞭な効果は見られない。

### 周波数帯域による効果の違い
周波数帯域によって効果の現れ方が異なる。
1. 32kHz以下の高周波成分を16kHz以下の可聴域成分とともに呈示した場合、脳の深部構造の活性が低下する。この効果はハイパーソニック・ネガティブエフェクトと呼ばれる。若者忌避などに使われるモスキート音は、15～18kHzくらいの人工音で、ハイパーソニック・ネガティブエフェクトとの関連が考えられる。
2. 40kHz以上の高周波成分を16kHz以下の可聴域成分とともに呈示した場合、脳の深部構造の活性が上昇する。なかでも80kHz近傍の帯域成分が高い効果を示す。この効果はハイパーソニック・ポジティブエフェクト、あるいは単にハイパーソニック・エフェクトと呼ばれる。

### 振動の非線形秩序
ハイパーソニック・エフェクトを導く音、すなわちハイパーソニック・サウンドは、ミクロな時間領域において変容する揺らぎ構造をもつ。大橋らはその振動構造を解析して、ハイパーソニック・サウンドの非線形自己相関秩序を定義している。

### 音受容の条件
スピーカーからの音受容で効果が現れる。イヤホンあるいはヘッドホンによる耳からの聴取だけでは効果が現れない。イヤホン（可聴音）＋スピーカー（超高周波）による受容で効果が現れる。スピーカーから超高周波を再生しても身体を遮音することによって効果はほとんど消失する。

### 超高周波振動の体表面からの受容
イヤホンによる聴取で効果が現れず、スピーカーからの受容でも身体の遮蔽で効果がほとんど消失することから、「超高周波振動を聴覚ではなく体表面で受容している」との想定が導かれた。
これはハイパーソニック・エフェクト発現メカニズム解明のポイントのひとつとなっている。
この現象に関連して、体表面に照射された超音波が細胞を刺激して毛細血管の新生を誘導する現象が狭心症の治療に貢献していることが注目される。
この現象は、ハイパーソニック・エフェクトを導く超高周波振動の受容メカニズムを体表面に想定することの合理性を支持する。
可聴音と超高周波の同時受容によってのみ効果が現れるこのメカニズムについて、仮説として、可聴音情報との相互作用によって超高周波にかかわる情報のゲートが開放される「音の二次元知覚モデル」が提案されている。

### 研究手段の開発

#### 1: 最大エントロピー・スペクトルアレイ法の創出
同じ超高周波でも、熱帯雨林のそれはハイパーソニック・エフェクトを導くのに、ホワイトノイズは導かない。前者は揺らぎが豊かな非定常な波動だが、後者は定常的である。そこでこの揺らぎ構造という非定常性を精密に捉えることが求められた。しかし音の周波数構造分析手法として従来広く用いられてきたFFT（高速フーリエ変換）は、ある長さの波動の振動数の時間平均値を与えるスタティックな値であって、波動のダイナミズムを捉えることはできない。
大橋らは、FFTのこの限界を、地球物理学者ジョン・バーグが地殻変動を解析するために開発した最大エントロピー法をもとに〈最大エントロピー・スペクトルアレイ法〉を創出し克服している。これによって、短い波動データから揺らぎ構造を検出できる分解能、安定性ともに、FFTと比較にならない優越性をもった音の波動解析が可能となった。

#### 2: ウルトラスーパーツイーターの開発
大橋らが可聴域を超える高周波振動の影響を検討し始めた当時、超高周波帯域までにわたって十分な性能を示す音響機器は稀だった。特に数十kHz以上の空気振動をヒトの体表面に十分受容させることができる広い指向性をもつスーパーツイーターが存在しなかった。そこで大橋らは、超高周波帯域を担当するスーパーツイーターを京セラ株式会社と共同で開発した。新しい圧電素子を開発しこれを用いることで200kHzに及ぶ周波数応答とともに指向角もほぼ180度の広がり（水平方向）を実現した。このウルトラスーパーツイーターを含めて超広帯域をカバーするいくつかのスピーカーシステムを構築して、実験を可能にしている。

#### 3: バイチャンネル再生系の構築
大橋らが開発したバイチャンネル再生系は、可聴域再生回路と高周波再生回路とを別個に準備してそれぞれを独立して再生する。この再生系を使って高周波再生回路をON/OFFすることで、非線形歪の関与なく高周波成分の効果を検出可能にしている。

## ハイパーソニック・サウンドの所在

### 〈天然物〉
- 熱帯雨林の環境音：アフリカ、アジアの熱帯雨林の環境音は、しばしば200kHzを超えるほどの超高周波をもち、しかも高度な揺らぎ構造を伴っている。アマゾンやパナマなど新大陸の熱帯雨林環境音は、超高周波、揺らぎ構造ともに、アフリカ、アジア熱帯雨林のように顕著ではない。
- モンスーン・アジアの森林の環境音：バリ島、日本などモンスーン・アジアの森林の環境音は、100kHzに達し揺らぎ構造を伴う環境音をもつ。そのひとつ、日本の屋敷林の環境音はとりわけ豊潤である。
- 水音：波、滝、流水などの発する水音は、100kHzを超える強い超高周波を発生する場合がある。ただし水音の揺らぎ構造は特に複雑とはいえない。

### 〈人工物〉
- 楽器音：バリ島のガムランアンサンブル、バリ島のテクテカン、バリ島のジェゴグ、日本の琵琶、日本の能管、日本の尺八などは豊かな揺らぎ構造を伴いしばしば200kHzを超えるほどの強力な超高周波を発生させることが確認されている。世界各地にみられる太鼓など伝統的な打楽器、弦楽器、リードをもつ吹奏楽器、鈴、ベルなどにも超高周波を発生させるものが少なくない。
- 人間の歌声：ブルガリアの伝統的な発声法による女声合唱、ジョージアの伝統的な発声法による男声合唱は強い揺らぎ構造を伴った100kHzに迫る超高周波をもつ。日本の能の地謡は、ときに100kHzに達し揺らぎ構造も特に豊かな超高周波に満ちた声を響かせる。
- ピグミーのポリフォニー：アフリカ熱帯雨林に棲むピグミーによるコーラスは、100kHzに迫る超高周波と豊かな揺らぎ構造に満ちあふれている。

## 応用

### ハイレゾリューション・オーディオ（ハイレゾ）
1980年に規格化されオーディオ・メディアの主流となったCDのサンプリング周波数は44.1kHzで、ナイキスト周波数の22.05kHzまでしか再生できない。このデジタル・オーディオへの転換期に生じたCDとヴァイナル（アナローグ）・レコードとの音質差は、ハイパーソニック・エフェクト研究の発端のひとつとなっている。
ハイパーソニック・エフェクトの知見を背景にハイレゾの実用化が進み、サンプリング周波数192kHz以上のPCM方式や5.6MHz以上のDSD方式などによって、100kHz近くまたはそれ以上の音を再生することが可能となった。それに先立ち、Super Audio CD（SACD）やDVDオーディオなどのハイレゾリューション・オーディオ・ディスクメディアも登場した。
〈Hi-Res AUDIO〉ロゴをライセンスしている一般社団法人日本オーディオ協会は、必要とされる高域周波数性能として、40kHz以上（アナログ処理）あるいはサンプリング周波数96kHz以上（デジタル処理）を求めている。
なお、2006年時点での一般社団法人日本機械工業連合会と一般財団法人デジタルコンテンツ協会の共同調査研究によれば、民生用SACDプレイヤーの多くでは50kHz以上の帯域を制限する方式がみられ、民生用スーパーツイーターでは技術仕様に100kHzまでと書かれていてもフラット特性で実測再生できるものは稀であったという。

### 医療応用
国立精神・神経医療研究センターでは、薬を使わない情報医療の一環として、うつ病や認知症に適用する臨床研究が進められている。また健常者を対象とした糖負荷試験で、血糖値上昇を抑制する効果を見出している。
浜松ホトニクス株式会社、株式会社竹中工務店ではそれぞれ、老人ホームでの長期間の研究を進めており、予防医学分野での実用化を目指している。
また、マウスを用いた動物実験では、平均寿命の延長が観測されている。

### 都市情報環境の構築
市街地を快適化する試みとして、文部科学省の産学官連携イノベーション創出事業「脳にやさしい街づくりのための超高密度メディア技術の研究開発」の一環で、滋賀県彦根市四番町スクエアに2005年、世界初のハイパーソニック・サウンドによるサウンドスケープが設置された（2023年時点は休止中）。
また、東京都JR新宿駅ビル大型商業施設NEWoManの音環境造成、京都大学総合博物館常設展示への適用など多くの応用事例がある。

## 社会通念とのかかわり

### 音楽と脳機能
これまでは、音楽と脳波アルファ波パワーとの関係は個人の好みや聴取状況、精神状態の影響下にあるといった通念が一般的で、ハイパーソニック・エフェクト研究で見出された可聴音のみによる音楽聴取がアルファ波パワーを低下させることなどは想定されていなかった。しかし、ハイパーソニック・エフェクトにかかわる諸知見は音環境や音楽に対する認識に根底から見直しを求め、聴覚芸術やオーディオが社会にもたらす役割についても議論を投げかけた。

### 伝統的音響心理学による検討
ハイパーソニック・エフェクトという現象は、当初、音響心理学専門家の多くに受け入れられなかった。その立場から、1999年、複数の周波数を含む音の知覚にかかわる実験について、音響機器・空気・人体での非線形歪による可聴域への影響が指摘された。
これについて、大橋らが構築したバイチャンネル再生系では非線形歪は原理的に発生しないことが2006年の音響学会シンポジウムで示され、非線形歪のハイパーソニック・エフェクトへの関与は否定されている。
なお、その他の研究者の実験においても、たとえば、音楽中の超高周波の有無が主観弁別される可能性を示唆したNHK放送技術研究所による2009年の実験は機器での非線形歪に配慮し、大橋らと同じバイチャンネル再生系を採用したものであったことから、非線形歪仮説への反証を形成している。

### 報道姿勢に関連する混乱
メディア報道において、超高周波の効果について拡大解釈が行われた事例がある。たとえば2007年、TBSの生活情報番組「人間！これでいいのだ」では、ハイパーソニック・エフェクトに関する論文を著者が取材を断ったにもかかわらず紹介し、超高周波を聴くと頭が良くなる、風鈴の音が学力向上につながるという趣旨の番組を制作し放送した。この論文無断使用や表現・演出の行き過ぎについてTBSは放送翌週に番組内で謝罪した。その2週間後、番組は打ち切りとなった。
ノンフィクション作家の川端裕人は脳科学にかかわる研究報道の難しさに言及し、ハイパーソニック・エフェクトが、健康に対する万能論や行き過ぎた自然回帰志向として誤解されないよう、報道に携わる者は注意すべきだとしている。あわせて、川端自身は熱帯雨林環境音のハイレゾ音源を切望すると述べている。

## アプローチの特異性
聴こえない超高周波を含む音が脳の活動を変化させる、というこれまで存在しなかった認識は、ハイパーソニック・エフェクト研究の核心になっている。
この新しい認識は、複数の事例から共通性を抽出する帰納法的プロセスから導かれたものではなく、ルールに基づく演繹法的プロセスから導かれたものでもない。それはまた、多くの人びとに共有されている事象をシンボル操作で言語化したものでもなく、既存の知識の集積をもとに新しい知識を生成したものでもない。
ハイパーソニック・エフェクト概念形成のもつ高度な特異性は、それを形成するための上記のような諸過程の存在がまったく認められず、ホモ・サピエンス一個体の脳の中にいわば忽然として現れ、言語化され、科学的概念として働き始めたことにある。したがって、それを形成した脳の働きは、感覚、感性を含む直観的脳機能が主力となって、多くは意識の領域外に存在している。よってこの脳の働きは、意識の上に築かれる言語というものに変換して表現することが難しい。
この特異的な知的現象は、ハイパーソニック・エフェクト研究の中で何度か現れている。上記の例のほか、たとえば、超高周波成分の体表面による受容の発見、ハイパーソニック・サウンドの自己相関秩序への注目などが該当するだろう。
これを導いたプロセスは、離散記号列に変換できないため現在の電子計算機の射程を超え、生身（なまみ）のホモ・サピエンスの脳機能の関与が不可欠となっている。